# Mont Kigali
Pour l’article homonyme, voir Kigali.
Le mont Kigali est situé à la périphérie ouest de Kigali, la capitale du Rwanda et culmine à 1 852 mètres d'altitude.

## Géographie
Le district de Nyarugenge s'étend sur les pentes de la montagne. La montagne a donné son nom à la ville, fondée en 1907 entre la vallée de la rivière Nyabarongo et les monts Jali et Kigali.